# 精细结构常数
精细结构常数是物理学重要的无量纲量，常用希腊字母{\displaystyle \alpha }表示，精细结构指的是原子物理学中原子谱线分裂的样式。其定义为
{\displaystyle \alpha ={\frac {e^{2}}{4\pi \varepsilon _{0}\hbar c}}} 或者 {\displaystyle {\frac {e^{2}}{2\varepsilon _{0}hc}}}
其中：
{\displaystyle e}是基本电荷
{\displaystyle \varepsilon _{0}}是真空電容率
{\displaystyle \hbar }是约化普朗克常数，{\displaystyle h}是普朗克常数
{\displaystyle c}是光速
根据2018年CODATA的推荐值，
{\displaystyle \alpha =7.297\ 352\ 5693(11)\times 10^{-3}={\frac {1}{137.035\ 999\ 084(21)}}}
近似计算可以取{\displaystyle {\frac {1}{137}}}。

## 引入
1913年丹麦物理学家玻尔发表了玻尔原子模型。玻尔原子模型假设电子只能在一系列特定能量的轨道上绕原子核做圆周运动。当电子从一个能级跳到另一个能级上时，就会发射或者吸收与能级之间能量差相对应的光子。玻尔原子模型很好地解释了氢原子光谱线的分布规律。
然而进一步研究发现，氢原子光谱线具有精细结构，原先的一条谱线实际上是由几条靠得很近的谱线组成的，玻尔原子模型不能解释光谱的精细结构。
德国物理学家索末菲在玻尔原子模型的基础上做了一些改进，建立了索末菲模型。在这个模型中，索末菲认为电子绕原子核运动的轨道不一定是正圆形，而是椭圆形。电子的轨道能级不仅与玻尔模型中的主量子数{\displaystyle n}有关，还与角量子数有关。不同角动量量子数的轨道之间的能级差正比于某个无量纲常数的平方。这个无量纲常数是索末菲在解释光谱的精细结构时引入的，因此被称为精细结构常数。
引入精细结构常数后，玻尔模型中电子的运动速度和能级可以表示成更为简洁的形式：
{\displaystyle v_{n}={\frac {\alpha c}{n}}}
{\displaystyle E_{n}=-{\frac {1}{2}}m_{e}({\frac {\alpha c}{n}})^{2}=-{\frac {\alpha ^{2}}{2n^{2}}}E_{0}}
其中{\displaystyle E_{0}}是电子的靜止質能。
因此，原子光谱中，能级的粗结构主要是由库仑相互作用引起的，能量为{\displaystyle \alpha ^{2}E_{0}}数量级。

## 物理含义
引入精细结构常数后，人们对它物理含义的第一个解释就是玻尔模型中处于基态的电子运动速度与光速的比值。然而随着量子力学的发展，薛定谔方程建立起来，人们开始用電雲和几率描述核外电子，抛弃了电子具有经典理论中确定的轨道和速度的概念。
英国物理学家狄拉克把量子波动力学与相对论相结合，提出电子的相对论性量子力学方程——狄拉克方程。狄拉克方程认为光谱的精细结构是由电子的自旋-轨道作用引起的，是一种相对论效应，能量为{\displaystyle \alpha ^{4}E_{0}}数量级，是粗结构的{\displaystyle \alpha ^{2}}倍。随后发展起来量子电动力学将精细结构常数赋予了更深刻的含义。量子电动力学认为，精细结构常数是电磁相互作用中电荷之间耦合强度的度量，表征了电磁相互作用的强度。精细结构常数的数值无法从量子电动力学推导出，只能通过实验测定。在量子电动力学中，电子之间通过相互交换光子而发生相互作用。相互交换光子的复杂程度对最终结果的贡献随光子的吸收或发射次数呈指数式下降，这个指数的底就是精细结构常数。也就是说，任何电磁现象都可以用精细结构常数的幂级数来表达。
在描述强相互作用的量子色动力学和描述弱相互作用的电弱统一理论中，都有类似量子电动力学中交换粒子的过程，也具有类似的精细结构常数——耦合常数。耦合常数的大小表征相互作用的强度。强相互作用的耦合常数约为1，比电磁相互作用的精细结构常数大得多，因此强相互作用的强度也比电磁相互作用强很多。相比之下，弱相互作用的耦合常数约为10-13，引力相互作用的耦合常数则为10-39。
精细结构常数将电动力学中的电荷{\displaystyle e}、量子力学中的普郎克常数h、相对论中的光速c联系起来，是无法从第一原理出发导出的无量纲常数，其大小为什么约等于1/137至今尚未得到满意的回答。历史上很多物理学家和数学家尝试了各种各样的方法，试图推导出精细结构常数的数值，但至今无法得到令人信服的结果。英国著名天文学家、物理学家爱丁顿曾试图使用纯逻辑的方法断言精细结构常数的倒数等于整数137，然而实验数据表明精细结构常数的倒数并不是整数。著名物理学家费曼曾说：

这个数字自五十多年前发现以来一直是个谜。所有优秀的理论物理学家都将这个数贴在墙上，为它大伤脑筋……它是物理学中最大的谜之一，一个该死的谜：一个魔数来到我们身边，可是没人能理解它。你也许会说“上帝之手”写下了这个数字，而我们不知道他是怎样下的笔。

## 是否随时间变化？
1938年，英国物理学家狄拉克提出了大数假说，认为万有引力常数{\displaystyle G}是随时间变化的。1948年美国物理学家爱德华·特勒等人提出，精细结构常数与万有引力常数之间有联系，因此精细结构常数也是随时间变化的，现在正以约每年3万亿分之一的速度在增大。如果精细结构常数是随时间变化的，那么包括相对论在内的现有许多物理学理论都要进行修正。很多物理学家致力于测量精细结构常数随时间的变化情况。
美国宇航局喷气推进实验室的研究人员精确测量了铯原子钟、汞离子钟和氢原子微波激射器的频率在140天内的相对频率漂移。结果发现，在现阶段，精细结构常数的变化率不超过每年30万亿分之一，约为大数假说预言的十分之一。基本否定了狄拉克的大数假说。
在精细结构常数是否发生变化的争论中，讨论最多的是来自奥克洛天然核反应堆的数据。这是目前已知的世界上唯一一座天然核反应堆，位于加蓬的奥克洛。它形成于大约20亿年前，持续了数十万年。研究人员测量了奥克洛铀矿中钐149的中子散射截面，发现20亿年来强相互作用的精细结构常数的变化率不超过十亿分之四，年相对变化率不超过 2 × 10-19，远低于狄拉克大数假说的数值。尽管得到的是强相互作用的精细结构常数变化率的数值，但是科学家们倾向于认为，如果精细结构常数的变化是由光速的改变引起的，那么强相互作用的精细结构常数与电磁作用的精细结构常数的变化应该是一致的。但是2004年，美国洛斯阿拉莫斯国家实验室的史蒂夫·拉莫莱克斯等人重新分析了奥克洛天然核反应堆的数据，认为从奥克洛天然核反应堆形成以来，精细结构常数的数值至少减少了4.5×10-8。
2004年6月，德国的一些研究人员以很高的精度测量了原子钟的数据，并未发现精细结构常数在1999年至2003年间有10-15数量级上的变化。2004年4月，韦伯小组中来自剑桥大学的迈克·墨菲宣布，他们利用夏威夷的凯克望远镜研究了143个类星体的光谱，认为精细结构常数在过去10亿年间大约改变了20万分之一。有消息称，欧洲空间局计划于2006年在环地轨道上进行一次比墨菲小组的精度还要高100倍的原子钟实验，有望进一步测量精细结构常数的变化。
类星体是位于宇宙遥远位置的天体，类星体发出的光穿过弥漫在宇宙中的气体云，形成吸收线。通过测量类星体光谱中的吸收线，可以得到几十亿到上百亿年前精细结构常数的信息。澳大利亚新南威尔士大学的天体物理学家韦伯领导的一个小组通过比较类星体光谱中不同元素吸收线的位置变化，将精细结构常数变化的测量精度提高了一个数量级。他们发现在宇宙早期大约0.5<z<3.5的红移范围内，精细结构常数比现在小大约百万分之7。2001年这一结果发表后，立刻引起一阵轰动。一些媒体宣称“爱因斯坦的相对论被推翻了”，掀起了新一波“推翻相对论”的浪潮。然而反对者认为，韦伯等人结果的可靠性尚存在争议。而即使精细结构常数发生了改变，未必意味着光速发生了变化。在未得到进一步确认前，认为“相对论被推翻”为时过早。

## 黎曼猜想
2018年數學家麥可·阿蒂亞爵士用精细结构常数作為一個主要成分用以證明數學未解之題黎曼猜想，然而由於一個物理觀測數字能否用於純數學領域證明題產生爭議，而精细结构常数本身的由來理由還是謎團而精細結構常數本身非整數質數，且該數字是否全宇宙永恆不變有重大疑問，導致人们大多对本次证明抱有疑虑或持否定态度。
麥可·阿蒂亞爵士則主張「數學是物理學的理想化版本」所以兩領域之間的學問可以共通共用。用非質數去證明質數的黎曼猜想並非合邏輯之作法。

## 延伸阅读
- PhysicsWeb: Are the laws of nature changing with time? （页面存档备份，存于）

## 外部連結
- 精细结构常数可能并不是常数 （页面存档备份，存于）